# Sandman (stripverhaal)

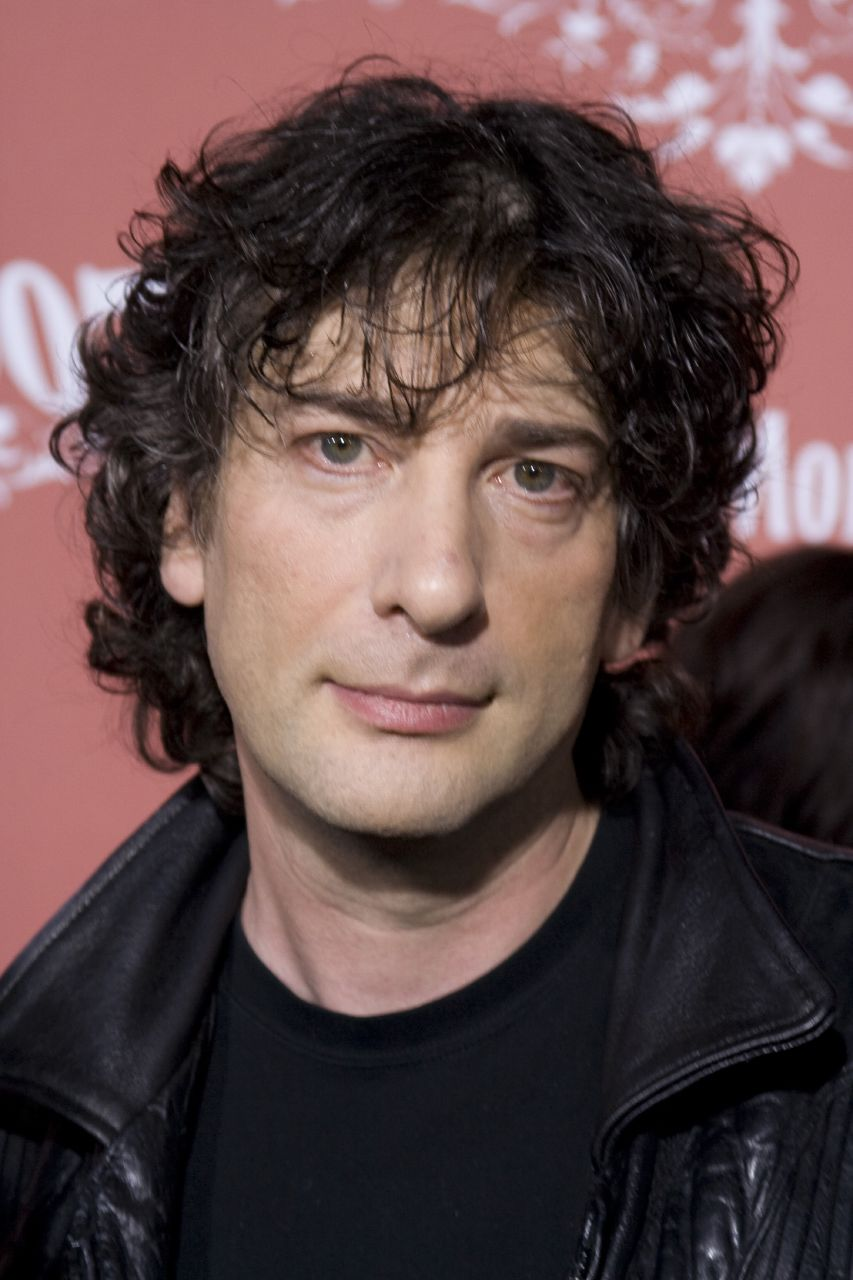
schrijver Neil Gaiman

Sandman (1989-1996) is een 75-delige comicreeks geschreven door de Britse auteur Neil Gaiman en met tekenwerk van verschillende tekenaars verdeeld over de verschillende elkaar volgende verhaallijnen. De eerste 46 delen werden uitgegeven door DC Comics. Nummers 47 tot en met 75 kwamen uit onder de DC/Vertigo imprint. 
De rode draad van Sandman is hoofdpersonage Morpheus, heerser van de droomwereld, die door middel van een occult ritueel gevangen werd en in de eerste verhaallijn na 70 jaar gevangenschap vrijkomt. De verhalen zijn doorspekt met echt bestaande (dood of levend) personages, zoals William Shakespeare, en personages, onderwerpen en locaties uit de wereldliteratuur en wereldgeschiedenis. Voornamelijk uit fictie-boeken, mythologie en legendes. Bijvoorbeeld Kaïn en Abel, Loki en de Hof van Eden.
Morpheus, ook wel Dream, heerst samen met zijn zussen Death, Delirium, Despair, broers Destruction, Destiny en 'al'-zijdige broer/zus Desire over al wat is binnen de wereld van Sandman. Zij zijn daar echter alleen om de boel draaiende te houden, niet om de wereld hun wil op te leggen.
Tekenaars/schilders die aan Sandman gewerkt hebben zijn Sam Kieth, Mike Dringenberg, Dave McKean, Charles Vess, P. Craig Russell, Mark Buckingham, Bryan Talbot, Jill Thompson, Shawn McManus, Marc Hempel, Kelley Jones en Michael Zulli.

## Prijzen
Sandman won door de jaren heen tal van prijzen, zoals:
- Will Eisner-award - beste doorlopende serie 1991
- Will Eisner-award - beste grafisch album in herdruk voor The Doll's House (deel #9-16)
- Will Eisner-award - beste doorlopende serie 1992
- Will Eisner-award - beste doorlopende serie 1993
- Will Eisner-award beste los verhaal 1992 - voor deel #22-28 (Season of Mists)

## Verzameld
De serie is ook op verschillende manieren als verzameld werk aangeboden, in zowel softcover (trade paperbacks) als hardcover uitgaven. Doorgaans worden deze als volgt uitgegeven:
- The Sandman Vol. 1: Preludes and Nocturnes
- The Sandman Vol. 2: The Doll's House
- The Sandman Vol. 3: Dream Country
- The Sandman Vol. 4: Season of Mists
- The Sandman Vol. 5: A Game of You
- The Sandman Vol. 6: Fables and Reflections
- The Sandman Vol. 7: Brief Lives
- The Sandman Vol. 8: Worlds' End
- The Sandman Vol. 9: The Kindly Ones
- The Sandman Vol. 10: The Wake

The Sandman is ook in grotere hardcovers verzameld. Deze vijf delen verzamelen de hele serie en hebben ook geremasterde kleuren en tekeningen en extra's zoals de schetsen van verschillende tekenaars. Ook zijn #1 tot en met #75 verzameld in twee grote hardcover omnibi. Ook zijn er twee limited edition zilvere omnibi uitgegeven. Hiervan zijn er 500 gemaakt. DC heeft aangekondigd dat The Sandman ook wordt verzameld in zogenaamde Annotated editions, hardcovers met zwart-witte pagina's en notaties en opmerkingen onder en naast de pagina's.

## Sandman Special
Neil Gaiman schreef tijdens de looptijd van zijn serie één Sandman Special, getekend door Bryan Talbot. Deze 48 paginas dikke uitgave gaat over Morpheus' zoon en is getiteld The Song Of Orpheus (1991). De gebeurtenissen in de special blijken later essentieel in de reguliere serie.

## Spin-offs
Zowel Morpheus als verschillende andere figuren en plaatsen uit de wereld van Sandman zijn later, door andere schrijvers en tekenaars, gebruikt voor spin off-series en miniseries. Voorbeelden hiervan zijn:
- The Dreaming (1996-2001)
- Lucifer (2016-2021)
- Death (de miniseries The High Cost of Living en The Time of your Life)
- Sandman Presents: ... (een voortdurende reeks miniseries, onder andere over The Corinthian, The Dead Boy Detectives, Bast en The Furies. Tot en met 2007 zijn er dertien verschenen.)

Gaiman schreef zelf na de serie nog Sandman: The Dream Hunters, maar dat is geen graphic novel in de normale betekenis van het woord. De uitgave staat los van de originele Sandman-serie en bevat proza in combinatie met illustraties van Yoshitaka Amano.